# Zapadna Sahara
Na području nekadašnje španjolske kolonije Zapadne Sahare (Španjolska Sahara) tijekom Zapadnosaharskog rata 1976. proglašena je Saharska Arapska Demokratska Republika (DARS) kao suverena država. Nalazi se na sjeverozapadu Afrike i graniči s Marokom, Alžirom, Mauritanijom i Atlantskim oceanom. Do sada su samo neke države, i to uglavnom afričke, priznale DARS, a čitavim područjem upravlja gotovo isključivo Marokanska okupacijska vlast. Polisario, Vlada u izbjeglištvu, ima svoje sjedište u Alžiru. Prema međunarodnom pravu budućnost tog područja, koje su Ujedinjeni narodi proglasili ne-nezavisnim teritorijem, ovisi o referendumu oko čijeg održavanja još nije bilo moguće postići suglasnost.

## Zemljopis
Zapadna Sahara leži na sjeveru Afrike, u području zapadne Sahare.
Zapadna Sahara dijeli se na sjevernu trećinu Saguia el Hamra i južni dio Rio de Oro. To je vruće, suho pustinjsko područje a prevladava kamenita i šljunkovita nad pjeskovitom pustinjom. Ravna pokrajina je samo na jugu i sjeveroistoku malo brežuljkasta. Prevladava pustinjska klima, kiša je vrlo rijetka, a u blizini obale je česta magla. Vegetaciju se može naći samo u oazama. Mogu se naći samo životinje prilagođene suhom okolišu, kao na primjer pustinjski skočimiš.
Veći gradovi su (prema popisu stanovništva 9. rujna 2004.):
1. El Aaiun: 183.691 stanovnika
2. Dakhla: 58.104 stanovnika
3. Smara: 40.347 stanovnika
4. Cabo Bojador: 36.843 stanovnika
5. El Marsa: 10.229 stanovnika

## Stanovništvo
Zemlja ima 267.405 stanovnika (stanje 2004.) koji su uglavnom Arapi i Berberi. Starosjedilačko stanovništvo su uglavnom arapski nomadi, a u međuvremenu velik broj živi kao izbjeglice u Alžiru ili su se iselili u Maroko. Dijelom su ih nadomjestili useljenici iz Maroka, privučeni velikim povlasticama marokanske države. Govori se uglavnom marokanski Arapski, i uz njega Hassaniya, regionalni oblik Arapskog. Gotovo 100% stanovništva su muslimani.

## Povijest
Fenička naselja gotovo da nisu ostavila trag, a područje je postalo poznato tek nakon uvođenja deva kao karavanski put. Nakon prodora Islama formirale su se na području Zapadne Sahare grupe koje su kasnije kao Almoravidi vladali većim dijelom Sjeverne Afrike i južne Španjolske.
Španjolci su 1884. proglasili protektorat nad područjem od Cap Bojadora do Cap Blanc. Ranije odvojeni distrikti Saguia el Hamra i Rio de Oro su 1958. spojeni i proglašeni prekomorskom Španjolskom Saharom. Nakon pojave fronte POLISARIO i Frankove smrti, Španjolci su napustili to područje. 1975. je oko 300.000 ljudi ušlo u tzv. zelenom maršu iz čitavog Maroka u tu nekadašnju koloniju.
POLISARIO je 27. veljače 1976. proglasio Demokratsku Arapsku Republiku Sahara koju Maroko nije priznao.
Maroko je 1976. anektirao dvije trećine područja Zapadne Sahare, a ostatak teritorija 1979. kada se Mauritanija povukla s tog područja. U jednom napadu marokanske vojske početkom 1976. je od fosfornih i napalm bombi poginulo oko 25.000 Saharaca.
Konačni status područja je još uvijek nejasan, jer se odluka o tome odgađa iz godine u godinu. Demokratska Arapska Republika Sahara i dalje postoji kao Oslobodilački pokret Polisario vođena od vlade u izbjeglištvu. Republiku priznaje 46 članica UN-a i Južna Osetija (priznalo je ukupno 84 članica UN-a, uključujući SFR Jugoslaviju 1984., priznanje je poništilo ili suspendiralo 38 članica UN-a, uključujući Srbiju i Crnu Goru 2004.)
1992 je sklopljen mirovni ugovor između Maroka i Polisaria, ali još uvijek oko 100.000 ljudi živi u izbjegličkom logoru u alžirskoj Sahari.
Još i danas marokanska strana blokira predviđeno održavanje referenduma o nezavisnosti tog područja.

## Gospodarstvo
Veliki dijelovi zemlje su gospodarski potpuno nerazvijeni. Cestovne mreže gotovo i nema. Značajne gospodarske grane su ribolov, iskorištavanje rudnog bogatstva (naročito fosfata, zalihe su jedne od najvećih na svijetu) i uzgoj datulja koji je moguć samo u oazama. Ukupno gospodarstvo se snažno subvencionira poreznim sredstvima Maroka, a u okviru projekta naseljavanja Marokanaca puno se i gradi.

## Botanika
Na području zapadne sahare poisano je 241 biljna vrsta., među kojima 2 alohtone (jedna vrsta, jedna podvrsta), i dva endema.
Vidi Popis biljni vrsta Zapadne Sahare

## Vanjske poveznice
- Đuro Gavran: Zapadna Sahara u slici, izložba, Galerija ULUPUH, 2009.[neaktivna poveznica]